# 田琦
田琦（1966年6月—），男，中华人民共和国外交官、政治人物。

## 生平
1991年，进入中华人民共和国外交部工作，先后在驻埃塞俄比亚大使馆、外交部干部司任职。2003年，任外交部驻香港公署参赞。2004年，任驻文莱大使馆参赞。2007年，任外交部新闻司参赞，后升任副司长。2014年，出任中华人民共和国驻也门大使，期间，因为也门局势恶化，田琦于12月同也门大使馆随员、也门政府迁往沙特阿拉伯首都利雅得办公，他也由此成为大使馆迁至沙特阿拉伯后的首个中国驻也门大使。
2018年，改任中华人民共和国驻牙买加大使兼常驻国际海底管理局代表。2022年3月，自驻牙买加大使离任。2023年6月，转任新疆维吾尔自治区人民政府外事办公室主任。

## 家庭
已婚，有一女。